# Blackburn Perth
Blackburn Perth là một loại tàu bay của Anh trong thập niên 1930.

## Quốc gia sử dụng
Anh Quốc
- Không quân Hoàng gia
- Viện nghiên cứu thử nghiệm máy bay hàng hải

## Tính năng kỹ chiến thuật (Perth)
Dữ liệu lấy từ Aircraft of the Không quân Hoàng gia 1918-57 
Đặc điểm tổng quát
- Kíp lái: 5
- Chiều dài: 70 ft 0 in (21,34 m)
- Sải cánh: 97 ft 0 in (29,57m)
- Chiều cao: 26 ft 5+1⁄2 in (8,06 m)
- Diện tích cánh: 2.461 ft2 (233,3 m²)
- Trọng lượng rỗng: 20.927 lb (9.492 kg)
- Trọng lượng có tải: 32.500 lb (14.772 kg)
- Trọng lượng cất cánh tối đa: 38.000 lb [2] (17.237 kg)
- Động cơ: 3 × Rolls-Royce Buzzard II MS kiểu động cơ piston thẳng hàng 12 xy-lanh, làm mát bằng nước, 825 hp (615 kW)  mỗi chiếc

 Hiệu suất bay 
- Vận tốc cực đại: 115 kn (132 mph, 213 km/h)
- Vận tốc hành trình: 95 kn [2] (109 mph, 175 km/h)
- Tầm bay: 1.130 nmi (1.300 mi, 2.093 km)
- Trần bay: 11.500 ft (3.500 m)
- Vận tốc lên cao: 800 ft/phút (4,1 m/s)
- Tải trên cánh: 13,2 lb/ft2 (63,3 kg/m²)
- Công suất/trọng lượng: 0,076 hp/lb (0,12 kW/kg)

Trang bị vũ khí

- 1 × pháo C.O.W 37 mm (1.46 in)
- 3 × súng máy Lewis.303 in (7,7 mm)
- 2.000 lb bombs